# ガンディーコータ

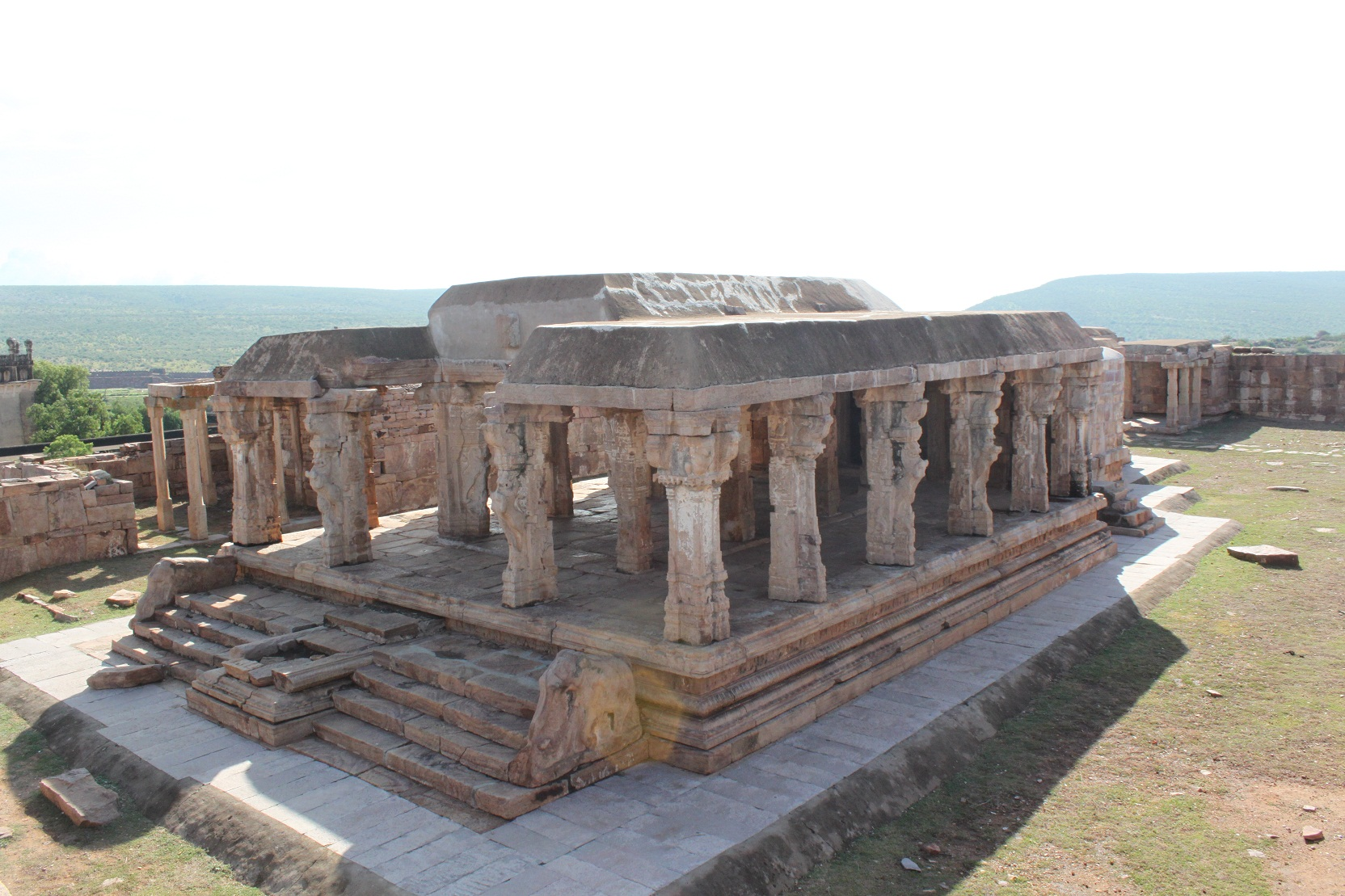
ガンディーコータのラグナータ・スワーミー寺院

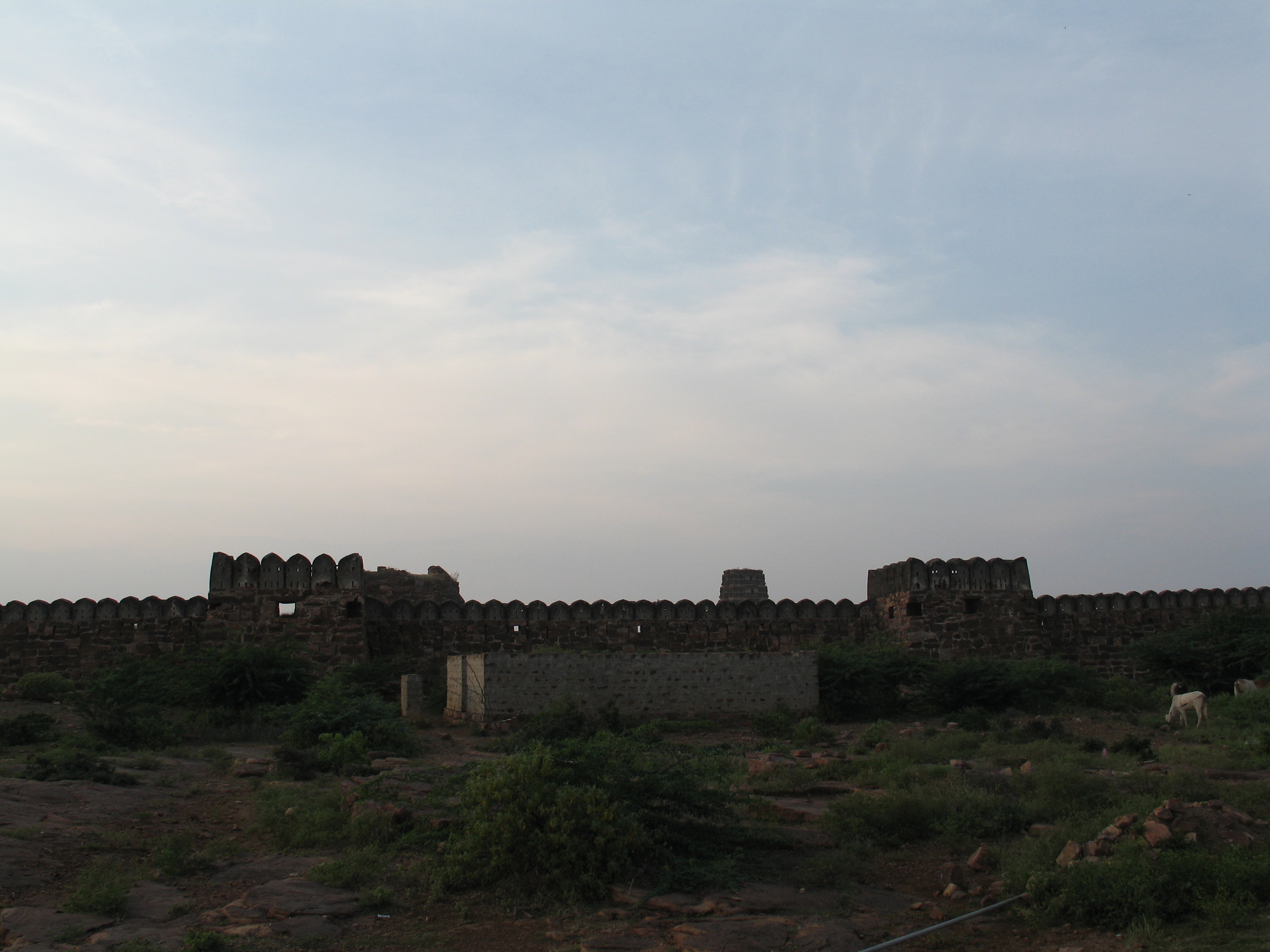
ガンディーコータ城

ガンディーコータ（英語：Gandikota, テルグ語：తెలుగు）は、南インドのアーンドラ・プラデーシュ州、カダパ県の小村。

## 歴史
1123年、後期チャールキヤ朝のソーメーシュヴァラ1世の治世、領主カパ・ラージャが建設した。
後期チャールキヤ朝の分裂後はカーカティーヤ朝の支配におかれ、16世紀から17世紀には、ヴィジャヤナガル王国とゴールコンダ王国がこの地をめぐり争った。
この地を支配したナーヤカにより、ペンネール川の渓谷にガンディーコータ城が建設され、300年の長きに渡り支配し続けた。

## ギャラリー

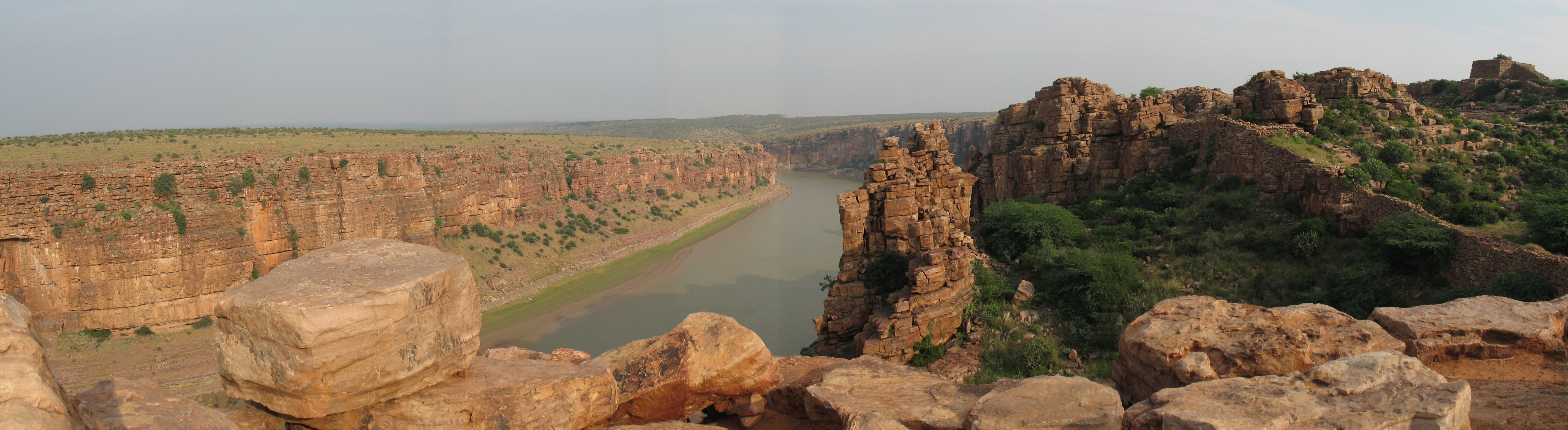
ペンネール川とガンディーコータ城